# Солодкий смак

Рецептори солодкого переважно розташовані на язиці в зоні 4

Солодкість — один з чотирьох (або п'яти) «основних смаків», що традиційно розрізнювались людьми в різних країнах та культурах.
Наявність солодкого смаку зазвичай асоціюють із присутністю цукру, але відчуття солодкого виникає також від гліцерину, деяких білкових сполук, амінокислот (аспартам). Одним з хімічних носіїв «солодкого» є гідроксигрупи в великих органічних молекулах — розчинні вуглеводи, а також поліоли: сорбіт, ксиліт.

## Рецептори солодкого
Рецептори солодкого — G-білокспряжені рецептори — особливо щільно розміщені на язиці в певних зонах. Використовується система «вторинних посередників» цАМФ, пов'язана з H+-каналами, рецепцією «кислого смаку».
Солодкі речовини різної природи можуть мати різні додаткові тони смаку, наприклад сахарин тільки в найменших концентраціях сприймається, як солодке, а при більших — має чіткий «металевий присмак».
| Молекула                       | Поріг     |
| ------------------------------ | --------- |
| Сахароза                       | 10 mM     |
| Лактоза                        | 30 mM     |
| 1-пропіл-2-аміно-4-нітробензол | 2×10−3 mM |